# Torno (España)
Torno (llamada oficialmente San Salvador de Torno) es una parroquia y un lugar del municipio español de Lovios, en la provincia de Orense, Galicia.

## Organización territorial
La parroquia está formada por  seis entidades de población:

### Entidad de población
Entidad de población que forma parte de la parroquia:
- A Herdadiña
- A Lama
- Ganceiros
- Torno
- Xendive

### Despoblado
Despoblado que forma parte de la parroquia:
- Xeás

## Demografía

### Parroquia
| Gráfica de evolución demográfica de Torno (parroquia) entre 2000 y 2022 |
|                                                                         |
| Datos según el nomenclátor publicado por el INE.                        |

### Lugar
| Gráfica de evolución demográfica de Torno (lugar) entre 2000 y 2022 |
|                                                                     |
| Datos según el nomenclátor publicado por el INE.                    |